# Інгрід Шведська
Інґрід Шведська (швед. Ingrid av Sverige), повне ім'я Інгрід Вікторія Софія Луїза Маргарита (швед. Ingrid Victoria Sofia Louise Margareta); 28 березня 1910 — 7 листопада 2000) — королева-консорт Данії у 1947—1972 роках, уроджена принцеса Швеції з династії Бернадотів, донька короля Швеції Густава VI Адольфа та британської принцеси Маргарити Коннаутської, дружина короля Данії Фредеріка IX, матір королеви Данії Маргрете II (1952—2024) та титулярної королеви Греції Анни-Марії.

## Життєпис

### Дитинство та юність
Інгрід народилась 28 березня 1910 року у Стокгольмі, невдовзі після початку правління свого діда Густава V. Вона стала третьою дитиною та єдиною донькою в родині кронпринца Густава Адольфа та його першої дружини, 28-річної Маргарити Коннаутської. Хрещення новонародженої відбулось у замковій каплиці королівського палацу Стокгольму 5 травня 1910. Хрещеними батьками дівчинки стали дідусь та бабуся з батьківського боку: король Швеції Густав V та королева Вікторія, дідусь та бабуся з материнського боку: герцог Артур Коннаутський та Луїза Маргарита Прусська, прабабусі Софія Нассауська та Луїза Прусська, велика герцогиня Баденська Хільда, вдовича герцогиня Даларна Тереза, російська імператриця Олександра Федорівна, принцеса Текська Аліса, принц Адальберт Прусський та принц Уельський Георг.

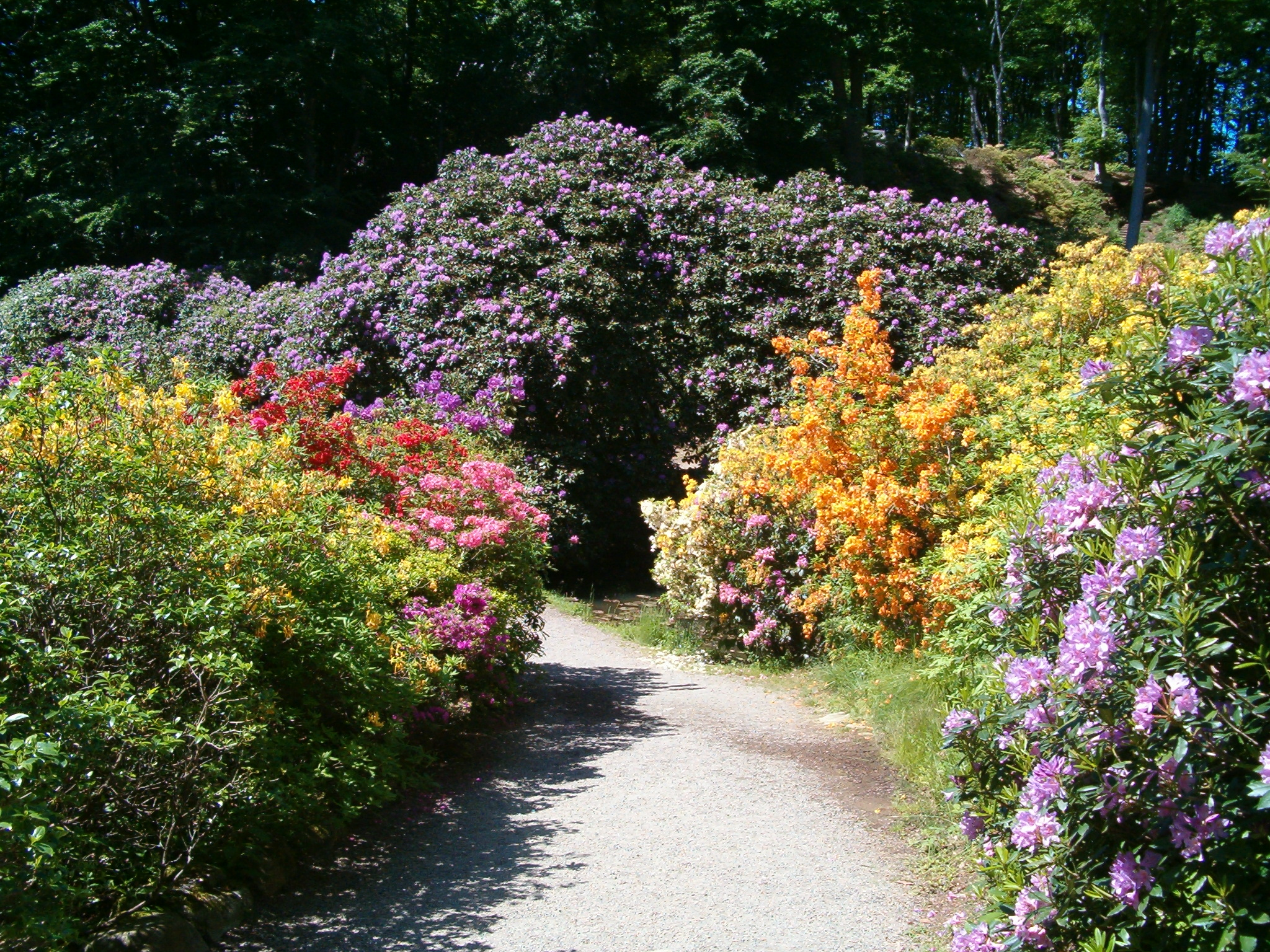
Сади Софієру

Інгрід мала старших братів Густава Адольфа та Сіґварда. Жила родина у північно-західному крилі Kansliflygeln Стокгольмського королівського палацу. Шлюб батьків був щасливим, вони одружилися через взаємне кохання.
Літо сім'я проводила у палаці Софієру поблизу Гельсінборгу на півдні Швеції, на узбережжі протоки Ересунн. Подружжя багато займалося садами, переплановувало та облаштовувало їх, залучаючи до цього дітей.
Згодом з'явилися молодші діти: Бертіль та Карл Юхан. Із матір'ю в Інгрід склалися близькі стосунки. Однак, кронпринцеса померла у 1920, перебуваючи на восьмому місяці вагітності, коли доньці було 10 років.

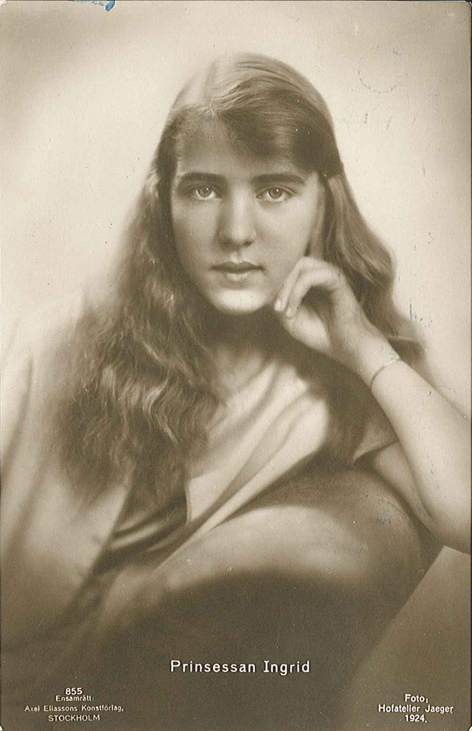
Інгрід у 1924 році

Невдовзі батько одружився знову із леді Луїзою Маунтбаттен. Цей шлюб також був гармонійним, обидва любили дітей та проводили з ними багато часу.
Інгрід дістала добру освіту. Отримала ґрунтовну підготовку з історії, політології, історії мистецтв, знала декілька мов. Поглибленню знань з культури та мистецтва сприяло її тривале перебування в Парижі та Римі. Крім того, вона здійснила велику мандрівку на Схід. Принцеса захоплювалася спортом, особливо, верховою їздою, катанням на лижах та тенісом. Рано отримала водійські права і стала завзятою автомобілісткою. Тривалий час керувала синім Jaguar 411.
З дитинства її вирізняли почуття обов'язку та серйозність.
У 1928 відбулося знайомство Інгрід з її троюрідним братом, 33-річним принцом Уельским Едвардом. Її вважали можливою дружиною для спадкоємця престола, однак, заручин не відбулося.

### Шлюбне життя
15 березня 1935 року було оголошено про заручини принцеси Інгрід із кронпринцем Данії Крістіаном Фредеріком. Весілля відбулося у катедральному соборі Стокгольму 24 травня 1935. Нареченій виповнилося 25 років, нареченому — 36.
Оселилася пара в одному з крил Амалієнборгу. Літньою резиденцією став Ґростенський палац на кордоні з Німеччиною. У подружжя народилося троє доньок. Оселившись у Данії, Інгрід добре вивчила данську мову.
Як кронпринцеса, вона стала офіційним покровителем Організації дівчат-скаутів у 1936. До цього була прийнята до їх лав і пройшла ті ж самі випробування, що й кожна з учасниць.
1940-го стала лідером «Данського товариства жінок проти війни». Під час німецької окупації Данії під час Другої світової війни, Інгрід виявила особисту хоробрість та чесність, чим здобула велику популярність серед народу, ставши символом мирного супротиву та суспільної патріотичної моралі. Вона виказувала солідарність із данським населенням, гуляючи під час війни вулицями міста сама чи з маленькою Маргрете в колясці, відкрито ігноруючи окупаційні сили. Її дідусь Густав V нагадав їй про ризик та направив вимогу бути обережнішою «заради династії» та власної безпеки. Інгрід відмовилася підкоритися та знайшла підтримку у чоловіка, який поділяв її погляди. Обидва у своїх поїздках по місту стали використовувати велосипед замість автівки.

### Королева
Король Крістіан X пішов з життя 20 квітня 1947 року у похилому віці. На престол зійшов Фредерік під іменем Фредеріка IX. Інгрід стала королевою. На той час їй було 37 років.
Вона супроводжувала чоловіка під час більшості державних візитів. Багато разів відвідувала із ним Ґренландію та Фарерські острови. Інгрід виконувала традиційні представницькі обов'язки, у той же час виступаючи в образі сучасної жінки, яка сама може досягти успіху. Виступала за жіночу спадкоємність та підготувала дочку Маргрете до ролі майбутньої королеви. Той факт, що багато данців на референдумі 1953 висловили підтримку наслідування престолу жінками, багато в чому залежав від сумлінного виконання Інгрід своїх королівських обов'язків із особливим талантом та чарівністю.
Окрім занять різноманітними соціальними проектами, королева мала великий інтерес до мистецтва, культури та архітектури. Брала участь у відновленні замку Фреденсборг у первісному вигляді, провівши власне історичне дослідження, та переінакшені Фреденсборського та Ґростенського парків. Із ентузіазмом працювала в садах і була широко відома як добрий знавець квітів.
Інгрід реформувала традиції данського придворного життя, скасувавши багато старомодних звичаїв та створивши більш невимушену атмосферу на офіційних прийомах. Саму королеву описували як спритну та енергійну жінку. Зустрічаючись з новими людьми, вона була обов'язково обізнана у їхніх справах, добре готуючись до аудієнцій. Була феміністкою та виступала за гендерну рівність. Мала ясні етичні принципи.
Королева дуже любила сім'ю, всіляко підтримувала доньок, з великою теплотою ставилася до онуків та цікавилася їхніми справами, щоліта збираючи всіх у Ґростенському замку.

### Останні роки

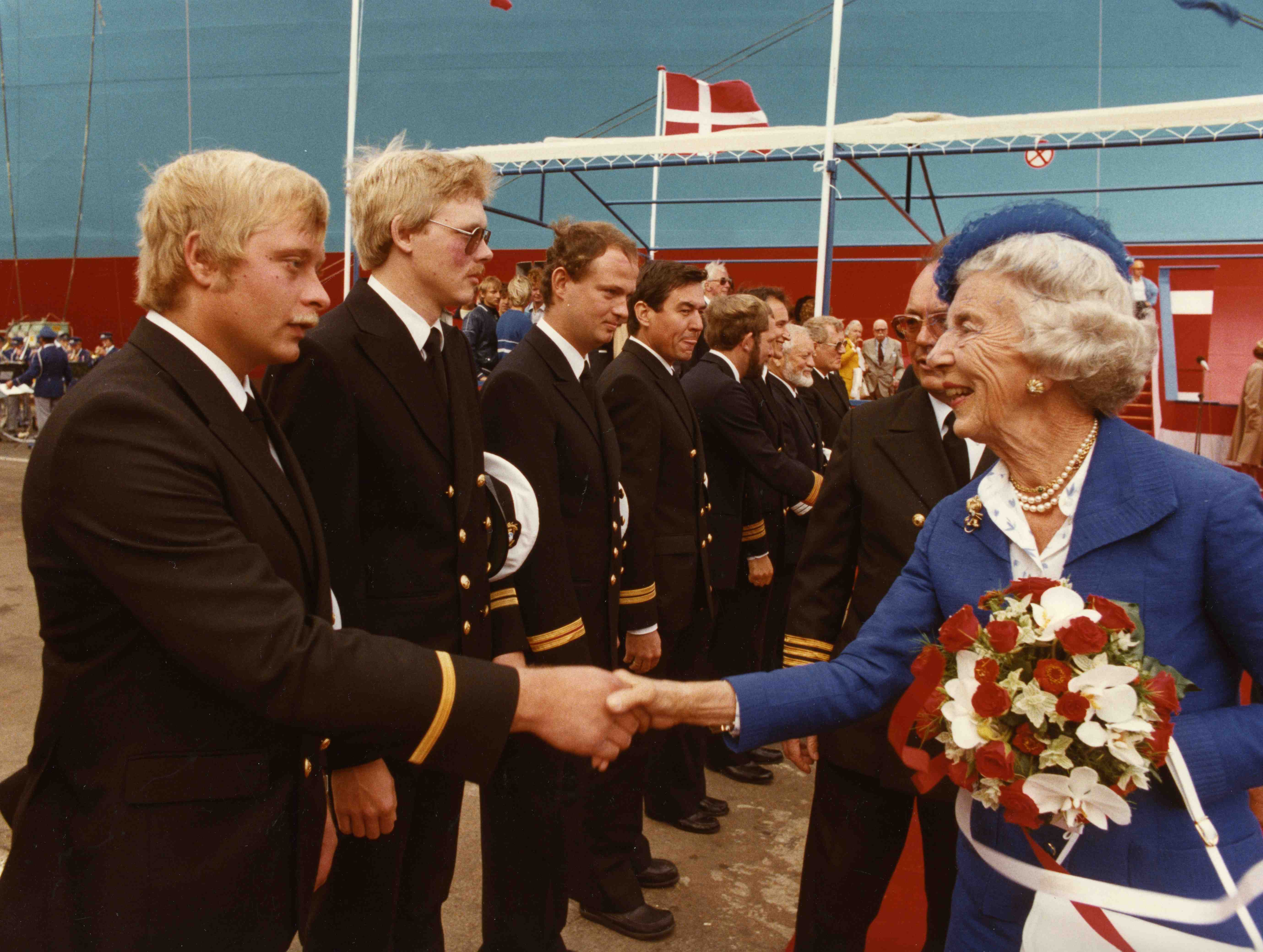
Королева Інгрід вітає екіпаж «Regina Maersk», 1983

14 січня 1972 вона втратила чоловіка, коли Фредерік IX пішов з життя від ускладнень грипу. На трон зійшла їхня дочка Маргрете.
Після смерті Фредеріка, кілька разів виступала регентом держави, коли Маргрете та її син, кронпринц Фредерік були за кордоном.
Хоч Інгрід і відійшла в значній мірі від суспільного життя, але, як і раніше, залишалася дуже популярною серед народу.
Вона й надалі покровительствувала низці гуманітарних та соціальних об'єднань і організацій, хоча, зрештою, й передала частину функції принцесі Бенедикті. За іншими ж уважно стежила та брала участь у нарадах, наскільки це дозволяло здоров'я. В останні роки королева страждала від остеопорозу.
Продовжувала займатися садівництвом. У 1983 у телешоу показала всім Ґростенський замок, розповідаючи про прикрашання та догляд за садом та городом. Там, а також у Фреденсборзі, який використовувала як резиденцію, королева жила до самої смерті.
Вона спокійно пішла з життя у віці 90 років у Фреденсборзі в оточенні дітей та десяти онуків. Про її смерть було оголошено по національному радіо та двом основним телевізійним станціям. Дізнавшись, що Інгрід не стало, тисячі людей прийшли до Амалієнборгу, щоб покласти квіти, запалити свічки чи заспівати гімни на її честь. Поховали королеву 14 листопада 2000 поруч із її чоловіком у мавзолеї поза собором Роскілле.

## Родина

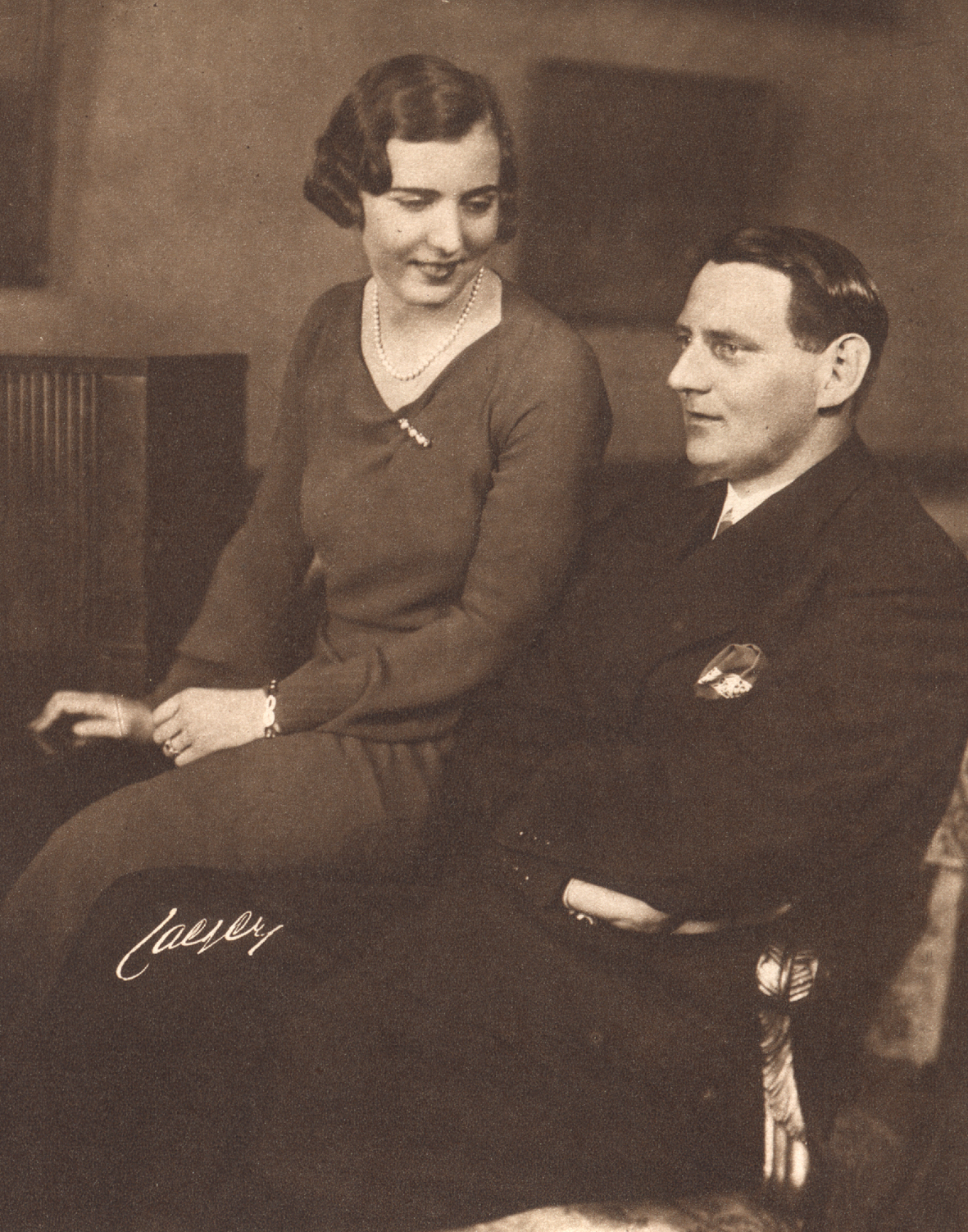
Інгрід та Фредерік

Чоловік — Фредерік IX
Діти:
- Маргрете (нар.1940) — наступна королева Данії, царює з 1972 року, удова французького графа Анрі де Лабора де Монпеза, має двох синів;
- Бенедикта (нар.1944) — удова принца Ріхарда Зайн-Вітгенштейн-Берлебурзького, має трьох дітей;
- Анна-Марія (нар.1946) — одружена з титулярним королем Греції Костянтином II, має п'ятьох дітей.

## Нагороди
- Член ордену Серафимів (Швеція) (1926);
- Дама ордену Слона (Данія), (1947);
- Дама Великого хреста ордену Данеброг (Данія) (1947);
- Почесний знак «За заслуги перед Австрійською Республикою» (Австрія), (1962);
- Великий хрест ордену Леопольда I (Бельгія);
- Дама Великого хреста ордену Почесного легіону (Франція);
- Дама Великого хреста ордену Королеви Шеби (Ефіопська імперія);
- Пам'ятна медаль до 2500-річчя Перської імперії (Іранська імперія), (14 жовтня 1971);
- Дама Великого хреста ордену Ісландського Сокола (Ісландія), (2 вересня 1970);
- Дама ордену Плеяд І класу (Іранська імперія), 1959;
- Дама Великого хреста ордену «За заслуги перед Італійською Республікою» (Італія), (20 квітня 1964);
- Дама Великого хреста ордену Адольфа Нассау (Люксембург);
- Дама Великого хреста ордену Святого Олафа (Норвегія);
- Дама Великого хреста ордену Нідерландського лева (Нідерланди);
- Дама Великого хреста королівського династичного ордену Святих Ольги та Софії (Грецьке королівство), (17 вересня 1964);
- Дама Великого хреста ордену Ізабелли Католички (Іспанія), (15 березня 1980);
- Дама ордену Королівського дома Чакрі (Таїланд).